# Angela Aki
Angela Aki (jap. アンジェラ・アキ Anjera Aki), właśc. Kiyomi Aki (jap. 安芸聖世美 Aki Kiyomi; ur. 15 września 1977 w Itano w prefekturze Tokushima) – japońsko-amerykańska piosenkarka, autorka tekstów, kompozytorka i pianistka.

## Życiorys

### Kariera
W 2000 wydała album zatytułowany These Words, który zebrał pozytywne recenzje krytyków. Jednak po ukończeniu George Washington University znalazła pracę jako sekretarka. Wciąż jednak marzyła o karierze piosenkarki i porzuciła pracę w 2001. Skomponowała dwie piosenki do albumu Let It Fall Dianne Eclar.
W 2003 i później występowała w barach muzycznych w Japonii, napisała ponad 100 piosenek i wydała wiele dem. W 2005 wydała minialbum One, który skierował na nią wzrok Nobuo Uematsu. Przez niego zawarła kontrakt z EPIC record i zadebiutowała singlem Home we wrześniu 2005. W maju 2006 zaśpiewała temat muzyczny Kiss Me Good-Bye do gry Final Fantasy XII.
26 grudnia koncertowała w Nippon Budokan Hall. Podpisała też kontrakt z Tofu Records, aby wydać angielskojęzyczne single i albumy.

### Życie prywatne
Dwukrotnie zamężna. Jej pierwszym mężem był producent płytowy Tony Alany, z którym się rozwiodła. W 2007 poślubiła japońskiego wydawcę Taro Hamano. Ma z nim syna, który urodził się w 2012.

## Dyskografia
- These Words – 4 stycznia 2000
- One – 9 marca 2005
- Home – 14 czerwca 2006
- Today – 19 września 2007
- Answer – 25 lutego 2009[3]